# Щедритский, Измаил Алексеевич
Измаил Алексеевич Щедритский (Щедрицкий) (1792—1869) — русский филолог, профессор Московского университета.

## Биография
Родился 31 мая (11 июня) 1792 года в городе Переславль-Залесский Владимирской губернии. Отец его, Алексей Иванович, был учителем, а с 1805 года — штатным смотрителем Переяславского училища.
Первоначальное образование он получил дома. В 1808 году начал учиться во Владимирской губернской гимназии, со следующего года — в Академической университетской гимназии в Москве; в 1811 году поступил в Московский университет — на отделение словесных наук. После окончания университета в 1814 году со степенью кандидата исправлял должность письмоводителя при университете, а осенью 1815 года назначен был помощником инспектора казенных студентов. В 1819 году защитил диссертацию «О влиянии поэзии на нравы и образованность народов в древние и новейшие времена» (напечатана в 1829 году в «Вестнике Европы») и начал читать лекции «чиновникам, службой обязанным». В апреле 1822 года он был назначен секретарём комитета испытаний, а в июне того же года — цензором «для рассматривания книг и рукописей».
С 1825 года Щедритский, кроме того, состоял и секретарём университетского комитета по составлению ежегодных отчётов по университету и учебному округу. В сентябре 1826 года он отказался от должности помощника инспектора казенных студентов, а через год — от должности цензора.
Весной 1828 года, он был утверждён адъюнктом московского университета по кафедре русской словесности и определён преподавателем российской словесности в Московском коммерческом училище и секретарём Московского цензурного комитета. В следующем 1829 году к преподаванию словесности присоединились ещё статистика и коммерческая география; но взамен этого Щедритский отказался от секретарства в комитете испытаний и в университетском комитете, а в декабре 1832 года, согласно прошению, был уволен и от должности секретаря цензурного комитета.
Известно, что с 1833 года Щедритский состоял в училищном комитете для испытания лиц, желающих занять места учителей в уездных училищах. В марте 1834 года был утверждён экстраординарным профессором, причем ему было поручено преподавание русской истории, географии и статистики. Тогда же он был командирован от университета для присутствия при испытаниях воспитанников дворянского Московского института.
После введения нового университетского устава, с 1 января 1836 года был уволен от должности профессора. В Московском коммерческом училище он продолжал преподавать до мая 1847 года, когда был уволен, согласно прошению.
Скончался 16 (28) апреля 1869 года. Похоронен на Ваганьковском кладбище; могила утрачена.

## Отзывы современников
Писатель Константин Аксаков так отзывался о Щедритском:
На третьем курсе явился у нас новый профессор Измаил Щедритский. Трудно найти противнее человека: разврат и пьянство выражались на его лице; он был груб донельзя: преподавал свой предмет, статистику, самым дурацким образом. Прежде он читал в политическом отделении; теперь на его лекциях соединялись студенты обоих отделений, и политики приходили к нам, садясь особо на одной стороне аудитории. Щедритский уж и при нас сказал несколько грубостей некоторым студентам. Приближались репетиции; на них можно было ожидать грубостей еще более. Мы, словесники, сильно возмущались. Я сказал студентам: "Господа, если Щедритский скажет грубость хоть одному словеснику, встанем всем отделением и торжественно, мимо самого Щедритского, выйдем из аудитории". Решенье было принято, но Щедритский, быть может, узнав о нем, не подал нам повода исполнить наше намерение.

## Награды
- Орден Святого Станислава 3 степени (1834)[4]
- Орден Святой Анны 3 степени (1847)[4]